# Eguchi Tomoji
Tomoji Eguchi (sinh ngày 22 tháng 4 năm 1977) là một cầu thủ bóng đá người Nhật Bản.

## Sự nghiệp câu lạc bộ
Tomoji Eguchi đã từng chơi cho Vissel Kobe và Avispa Fukuoka.